# Eleições parlamentares europeias de 1999 (Irlanda)
As eleições parlamentares europeias de 1999 na Irlanda, realizadas a 11 de Junho, serviram para eleger os 15 deputados do país para o Parlamento Europeu. 

## Resultados Oficiais
| Partido                 | Partido                 | Votos     | %             | +/-  | Deputados | +/-     |
| ----------------------- | ----------------------- | --------- | ------------- | ---- | --------- | ------- |
|                         | Fianna Fáil             | 537 757   | 38,6 / 100,0  | 3,6  | 6 / 15    | 1       |
|                         | Fine Gael               | 342 171   | 24,6 / 100,0  | 0,3  | 4 / 15    | Estável |
|                         | Partido Trabalhista     | 121 542   | 8,7 / 100,0   | 2,3  | 1 / 15    | Estável |
|                         | Partido Verde           | 93 100    | 6,7 / 100,0   | 1,2  | 2 / 15    | Estável |
|                         | Sinn Féin               | 88 165    | 6,3 / 100,0   | 3,3  | 0 / 15    | Estável |
|                         | Partido Socialista      | 10 619    | 0,8 / 100,0   | Novo | 0 / 15    | Novo    |
|                         | Independente            | 198 386   | 14,3 / 100,0  | 7,4  | 2 / 15    | 1       |
| Votos inválidos         | Votos inválidos         | 46 547    | 3,2 / 100,0   | 1,5  |           |         |
| Total                   | Total                   | 1 438 287 | 100,0 / 100,0 |      | 15 / 15   |         |
| Eleitorado/Participação | Eleitorado/Participação | 2 864 361 | 50,2 / 100,0  | 6,3  |           |         |